# Clandestino
Clandestino („esperando la ultima ola …“) ist das 1998 erschienene erste Soloalbum von Manu Chao.

## Bedeutung des Titels
„Clandestino“, der Titel des Albums, bedeutet wörtlich übersetzt „heimlich“. Ein Clandestino ist ein Mensch ohne Papiere, ein unerkannt Reisender bzw. ein illegaler Einwanderer. Von einem solchen Migranten, der sein bisheriges Leben auf der Reise zwischen Ceuta und Gibraltar hinter sich gelassen hat, handelt auch der namensgebende Eröffnungssong der Platte „Clandestino“. Der Titelzusatz „Esperando la ultima ola …“ bedeutet wörtlich „auf die letzte Welle wartend …“ und ist ebenfalls Titelzusatz des Stücks Por el Suelo.
Das Album beinhaltet 16, hauptsächlich auf Spanisch, aber auch auf Französisch, Englisch und Portugiesisch gesungene Lieder. Die Texte sind oft symbolisch zu verstehen, haben aber auch einen nachdenklichen Hintergrund. Sie handeln unter anderem vom Elend in den Favelas in Brasilien, in den Slums Bogotás oder denen von Dakar. Nebst mehreren in erzählender Form gesungener Lieder enthält das Album auch solche, die sich aus mehrfach wiederholten gleichen oder sehr ähnlichen Sätzen zusammensetzen. Teile des Albums wurden während seiner Reisen um die Welt auf einem Vier-Spur-Rekorder aufgenommen.
Manu Chao selbst sagte folgendes zur Entstehung des Albums:

„Clandestino' ist wie ein Kind, das sich selbst großgezogen hat: Es ist herangewachsen, ohne dass ich ständig hinter ihm her rennen musste.“

## Titelliste
1. Clandestino – 2:28
2. Desaparecido – 3:47
3. Bongo Bong – 2:38
4. Je ne t’aime plus – 2:03
5. Mentira … – 4:37
6. Lágrimas de oro – 2:58
7. Mama Call – 2:21
8. Luna y sol – 3:07
9. Por el suelo – 2:21
10. Welcome to Tijuana – 4:04
11. Día luna … Día pena – 1:30
12. Malegría – 2:55
13. La vie à 2 – 3:01
14. Minha galera – 2:22
15. La despedida – 3:10
16. El Viento – 2:26

## Singleauskopplungen
Ausgekoppelte Singles waren Bongo Bong und das Titelstück Clandestino.
Bongo Bong
Bongo Bong ist eine eher elektronische Coverversion des Mano-Negra-Songs King Of Bongo. Das Lied erreichte Platz 7 der deutschen Singlecharts sowie Platz 4 der österreichischen, Platz 15 der Schweizer, Platz 40 der französischen und Platz 45 der schwedischen Charts. Damit markierte diese Single den Chaos Durchbruch in Europa und Nordamerika.
Eine Instrumentalversion von Bongo Bong war Grundlage für die Songs Mr. Bobby und Homens auf Chaos Album Próxima Estación: Esperanza. Es wurde später unter anderem von Robbie Williams (Rudebox) gecovert. Der Gesang in Je ne t’aime plus stammt von Anouk Khelifa-Pascal.

## Preise
Bei der Preisverleihung Victoires de la Musique im Februar 1999 wurde das Album als Bestes Album des Jahres in der Kategorie Weltmusik/Traditionelle Musik ausgezeichnet.

## Kommerzieller Erfolg

### Chartplatzierungen
| ChartsChartplatzierungen | Höchstplatzierung | Wochen |
| ------------------------ | ----------------- | ------ |
| Deutschland (GfK)        | 14 (36 Wo.)       | 36     |
| Frankreich (SNEP)        | 1 (205 Wo.)       | 205    |
| Österreich (Ö3)          | 13 (30 Wo.)       | 30     |
| Schweiz (IFPI)           | 9 (115 Wo.)       | 115    |

| ChartsJahrescharts (1998) | Platzierung |
| ------------------------- | ----------- |
| Frankreich (SNEP)         | 19          |

| ChartsJahrescharts (1999) | Platzierung |
| ------------------------- | ----------- |
| Frankreich (SNEP)         | 6           |

| ChartsJahrescharts (2000) | Platzierung |
| ------------------------- | ----------- |
| Deutschland (GfK)         | 56          |
| Frankreich (SNEP)         | 53          |
| Österreich (Ö3)           | 43          |
| Schweiz (IFPI)            | 35          |

| ChartsJahrescharts (2001) | Platzierung |
| ------------------------- | ----------- |
| Frankreich (SNEP)         | 26          |
| Schweiz (IFPI)            | 85          |

| ChartsJahrescharts (2002) | Platzierung |
| ------------------------- | ----------- |
| Frankreich (SNEP)         | 74          |

### Auszeichnungen für Musikverkäufe
Das Album erhielt weltweit ein Silberne, fünf Goldene neun Platin- sowie eine Diamantene Schallplatte für über 1,7 Millionen verkaufte Einheiten. Quellen zufolge soll es sich weltweit über 2,5 Millionen Mal verkauft haben, womit Manu Chao mit einem Album mehr Einheiten absetzte als seine frühere Band Mano Negra während ihrer gesamten Karriere. Es gehört zu den weltweit meistverkauften französischen Musikproduktionen. Vor allem in Mittel- und Südamerika war Clandestino ein großer Erfolg.
| Land/Region                  | Auszeichnungen für Musikverkäufe (Land/Region, Auszeichnung, Verkäufe) | Verkäufe    |
| ---------------------------- | ---------------------------------------------------------------------- | ----------- |
| Argentinien (CAPIF)          | Platin                                                                 | 60.000      |
| Belgien (BRMA)               | 2× Platin                                                              | 100.000     |
| Deutschland (BVMI)           | Gold                                                                   | 100.000     |
| Europa (IFPI)                | Platin                                                                 | (1.000.000) |
| Frankreich (SNEP)            | Diamant                                                                | 1.000.000   |
| Griechenland (IFPI)          | Platin                                                                 | 30.000      |
| Italien (FIMI)               | Platin                                                                 | 50.000      |
| Kanada (MC)                  | Gold                                                                   | 50.000      |
| Niederlande (NVPI)           | Gold                                                                   | 40.000      |
| Österreich (IFPI)            | Gold                                                                   | 20.000      |
| Schweiz (IFPI)               | 2× Platin                                                              | 100.000     |
| Spanien (Promusicae)         | Platin                                                                 | 100.000     |
| Uruguay (CUD)                | Gold                                                                   | 3.000       |
| Vereinigtes Königreich (BPI) | Silber                                                                 | 60.000      |
| Insgesamt                    | 1× Silber · 5× Gold · 9× Platin · 1× Diamant ·                         | 1.713.000   |